# Elysius atrobrunnea
Elysius atrobrunnea là một loài bướm đêm thuộc phân họ Arctiinae, họ Erebidae.